# Louise Latham
Louise Latham (Hamilton, 23 settembre 1922 – Montecito, 12 febbraio 2018) è stata un'attrice statunitense.
È famosa soprattutto per l'interpretazione della madre della protagonista (Tippi Hedren) nel film Marnie (1964) di Alfred Hitchcock. Ha recitato in svariate produzioni cinematografiche, tra cui si segnala Sugarland Express (1973) di Steven Spielberg, e in molte televisive, tra cui Perry Mason, Una famiglia americana, Bonanza, Kojak, La signora in giallo e più recentemente X-Files.

## Biografia
Nata nel Texas da una famiglia di allevatori, si diplomò alla Sunset High School di Dallas. Durante la sua carriera, Louise Latham lavorò principalmente per la televisione. Nel 1965 fece due apparizioni nella serie Perry Mason, entrambe in ruoli di assassina: Matilda Shore in Il caso del gattino incurante e Shirley Logan in Il caso del cancelliere traditore. Fece altre apparizioni in Una famiglia americana, interpretando Kate, la zia di Olivia, L'ora di Hitchcock, Gunsmoke, Kojak, Hawaii Squadra Cinque Zero, Ironside, Colombo, Quincy, Rhoda, La signora in giallo.
Apparve inoltre in Le strade di San Francisco, in Tre nipoti e un maggiordomo, nel ruolo di zia Fran che lascia Buffy (Anissa Jones) alle cure di zio Bill (Brian Keith), nel primo episodio della serie, in Bonanza, nell'episodio A Real Nice, Friendly Little Town (1966), nel ruolo di Willie Mae Rikeman, e nell'episodio del The Silent Killer (1971), nel ruolo della signora Harriet Clinton, Quattro donne in carriera (1986), come Perky, la madre di Julia e Suzanne Sugarbaker, X-Files e nell'episodio Genesi (1967) della serie Gli invasori. 
È morta a 95 anni nel marzo 2018 in una casa di riposo per anziani a Montecito, in California.

## Filmografia parziale

### Cinema
- Marnie, regia di Alfred Hitchcock (1964)
- L'ora della furia (Firecreek), regia di Vincent McEveety (1968)
- Hail, Hero!, regia di David Miller (1969)
- Adam at Six A.M., regia di Robert Scheerer (1970)
- McKlusky, metà uomo metà odio (White Lightning), regia di Joseph Sargent (1973)
- Sugarland Express (The Sugarland Express), regia di Steven Spielberg (1974)
- Novantadue gradi all'ombra (92 in the Shade), regia di Thomas McGuane (1975)
- Philadelphia Experiment (The Philadelphia Experiment), regia di Stewart Raffill (1984)
- La strada per il paradiso (Paradise), regia di Mary Agnes Donoghue (1991)
- Due sconosciuti, un destino (Love Field), regia di Jonathan Kaplan (1992)

### Televisione
- Mr. Novak – serie TV, episodio 2x29 (1965)
- Gli inafferrabili (The Rogues) – serie TV, episodio 1x23 (1965)
- The Nurses – serie TV, episodio 3x19 (1965)
- Ben Casey – serie TV, episodio 5x15 (1965)
- A Man Called Shenandoah – serie TV, episodio 1x27 (1966)
- Bonanza – serie TV, episodi 8x12-12x22 (1966-1971)
- Tre nipoti e un maggiordomo (Family Affair) – serie TV, episodi 1x01-1x21-2x16 (1966-1968)
- The Outsider – serie TV, episodio 1x04 (1968)
- Giovani avvocati (The Young Lawyers) – serie TV, episodio 1x00 (1969)
- Colombo (Columbo) – serie TV, episodio 3x04 (1973)
- Savage, regia di Steven Spielberg – film TV (1973)
- Kojak – serie TV, episodio 1x06 (1973)
- Autostop per il cielo (Highway to Heaven) – serie TV, episodio 2x14 (1986)
- La signora in giallo (Murder, She Wrote) – serie TV, episodio 9x08 (1992)